# 10 يناير
- السبت
- الأحد
- الاثنين
- الثلاثاء
- الأربعاء
- الخميس
- الجمعة

- 2827 جمادى الآخرة 1446  هـ
- 2928 جمادى الآخرة 1446  هـ
- 3029 جمادى الآخرة 1446  هـ
- 3130 جمادى الآخرة 1446  هـ
- 11 رجب 1446  هـ
- 22 رجب 1446  هـ
- 33 رجب 1446  هـ
- 44 رجب 1446  هـ
- 55 رجب 1446  هـ
- 66 رجب 1446  هـ
- 77 رجب 1446  هـ
- 88 رجب 1446  هـ
- 99 رجب 1446  هـ
- 1010 رجب 1446  هـ
- 1111 رجب 1446  هـ
- 1212 رجب 1446  هـ
- 1313 رجب 1446  هـ
- 1414 رجب 1446  هـ
- 1515 رجب 1446  هـ
- 1616 رجب 1446  هـ
- 1717 رجب 1446  هـ
- 1818 رجب 1446  هـ
- 1919 رجب 1446  هـ
- 2020 رجب 1446  هـ
- 2121 رجب 1446  هـ
- 2222 رجب 1446  هـ
- 2323 رجب 1446  هـ
- 2424 رجب 1446  هـ
- 2525 رجب 1446  هـ
- 2626 رجب 1446  هـ
- 2727 رجب 1446  هـ
- 2828 رجب 1446  هـ
- 2929 رجب 1446  هـ
- 3030 رجب 1446  هـ
- 311 شعبان 1446  هـ

10 يناير أو 10 كانون الثاني أو يوم 10 \ 1 (اليوم العاشر من الشهر الأوَّل) هو اليوم العاشر (10) من السنة وفقًا للتقويم الميلادي الغربي (الغريغوري). يبقى بعده 355 يومًا لانتهاء السنة، أو 356 يومًا في السنوات الكبيسة.

## أحداث
- 49 ق.م - يوليوس قيصر وجيشه يعبرون نهر روبيكون في بداية الحرب الأهلية في روما.
- 630 - فتح مكة على أيدي المسلمين بقيادة النبي محمد.
- 1813 - معركة غليوين بين المنتفق ومماليك العراق وانتصار المنتفق.
- 1863 - بدء العمل في لندن لأول خط قطار أنفاق في العالم.
- 1920 - عقد أول اجتماع لمنظمة عصبة الأمم، وفي هذا الاجتماع أقرت معاهدة فرساي التي أنهت الحرب العالمية الأولى.
- 1922 - تعيين آرثر غريفيث كأول رئيس لدولة أيرلندا المستقلة.
- 1923 - لتوانيا تحتل منطقة ميميل (كلايبيدا حاليًا) بعدما كانت تحت الإدارة الفرنسية منذ عام 1920.
- 1943 - الحبيب بورقيبة يلتقي بالزعيم الفاشي الإيطالي بينيتو موسوليني في قصر أليسبيجي وذلك بعد إفراج القوات الألمانية عنه إثر اعتقاله في فرنسا.
- 1946 - منظمة الأمم المتحدة تعقد أول جمعية عامة لها في لندن بحضور مندوبين عن 51 دولة وذلك بعد إلغاء عصبة الأمم رسميًا وذلك لفشلها في الحيلولة دون وقوع الحرب العالمية الثانية.
- 1948 - محمد إدريس السنوسي يؤسس «المؤتمر الوطني البرقاوي» برئاسة محمد الرضا السنوسي ليمهد لإعلان استقلال برقة.
- 1949 - اندلاع الثورة الصينية بقيادة ماو تسي تونغ.
- 1973 - وفاة المناضل الفلسطيني محمود الهمشري متأثرًا بجراحه إثر محاولة اغتياله على يد المخابرات الإسرائيلية في باريس.
- 1984 - الولايات المتحدة والفاتيكان تستأنفان علاقاتهما الدبلوماسية.
- 1989 - بداية جلاء القوات الكوبية من أنغولا.
- 2000 - أمريكا أون لاين تعلن عن نيتها شراء تايم وارنر نظير 162 مليار دولار، وتعد تلك الصفقة أكبر صفقة تجارية في العالم.
- 2001 - بداية ويكيبيديا كجزء من مشروع نيوبيديا لتصبح مستقلة بعد خمسة أيام.
- 2006 - إفتتاح بطولة كأس الأمم الأفريقية الخامسة والعشرين المقامة في مصر.
- 2017 - وصول عدد الوفيات في القارة الأوروبية إلى أكثر من 20 شخص بسبب موجة البرد القارس التي تضرب القارة مُنذ بداية الشهر الحالي.
- 2019 -
  - الجمعيَّة الوطنيَّة الڤنزويليَّة تقضي ببُطلان نتائج الانتخابات الرئاسية التي أُجريت خلال شهر مايو 2018 وأفضت إلى فوز نيكولاس مادورو، وتوكل المهام الرئاسيَّة إلى خوان غوايدو مما أدخل البلاد في أزمةٍ سياسيَّة.
  - فوز فليكس تشيسكيدى بالانتخابات الرئاسية في جمهورية الكونغو الديمقراطية.
- 2020 - وفاة السلطان قابوس بن سعيد السلطان التاسع في تاريخ عُمان عن عمر ناهز 80 عامًا، وتولي ابن عمه هيثم بن طارق ولاية الحكم خلفًا له.
- 2022 - تشكيل حكومة جديدة في هولندا بعد الانتخابات التي جرت في نهاية 2021، وهي الحكومة الرابعة برئاسة مارك روته.

## مواليد
- 1729 - لادزارو سبالانساني، عالم أحياء إيطالي.
- 1815 - جون ماكدونالد، رئيس وزراء كندا.
- 1835 - فوكوزاوا يوكيتشي، كاتب ياباني.
- 1902 - محمد رضا فرج الله، فقيه وكاتب وشاعر عراقي.
- 1909 - فرانسيسك فيرير، لاسلطوي كتلاني.
- 1912 -
  - محمود حافظ، عالم مصري في علم الحشرات.
  - ماريا ماندل - حارسة سجن نمساوية اشتهرت بالقسوة مع سجناء الحرب العالمية الثانية وقد تم اعدامها.
- 1916 - سوني برغستروم، عالم كيمياء حيوية سويدي حاصل على جائزة نوبل في الطب عام 1982.
- 1918 - حسيبة رشدي، ممثلة ومغنية تونسية.
- 1923 - هنري إده، مهندس معماري وسياسي لبناني.
- 1930 - عثمان بن سيار، شاعر سعودي.
- 1935 - رياض شحرور، ممثل سوري.
- 1936 - روبرت ويلسون، عالم فيزياء أمريكي حاصل على جائزة نوبل في الفيزياء عام 1978.
- 1947 -
  - عفيف شيا، ممثل لبناني.
  - ميرفت بدوي، اقتصادية مصرية.
- 1956 - أنطونيو مونيوث مولينا، روائي إسباني.
- 1958 -
  - سميرة سعيد، مغنية مغربية.
  - ريم سعادة، ممثلة أردنية.
- 1959 -
  - بكر الشدي، ممثل سعودي.
  - حمد بن جاسم بن جبر آل ثاني، وزير خارجية قطر.
- 1962 - خالد بن طلال بن عبد العزيز آل سعود، أمير سعودي.
- 1969 - عبير عادل، ممثلة مصرية.
- 1973 - ريان دروموند، ممثل أداء صوتي أمريكي.
- 1974 -
  - عيسى الكبيسي، مغني قطري.
  - ستيف مارليت، لاعب كرة قدم فرنسي.
  - هريتيك روشان، ممثل هندي.
- 1976 - أحمد سعيد عبد الغني، ممثل مصري.
- 1978 - كاناكو ميتساهوشي ممثلة أداء صوت يابانية.
- 1980 -
  - آلاء حسين، ممثلة عراقية.
  - نيلسون كويفاس، لاعب كرة قدم باراغوياني.
- 1985 - بدر المطوع، لاعب كرة قدم كويتي.
- 1987 - محمد السهلاوي، لاعب كرة قدم سعودي.
- 1993 - جيهان مملوك، لاعبة كرة سلة سورية.
- 1996 - باولا أندريا بيريز، لاعب كرة مضرب كولومبي.
- 1998 - شو شيلين، لاعبة كرة مضرب صينية.

## وفيات
- 1094 - معد المستنصر بالله، الخليفة الفاطمي الثامن والإمام الثامن عشر في سلسلة أئمة الشيعة الإسماعيلية.
- 1754 - إدوارد كيف، طباع إنجليزي وأول من اقترح فكرة المجلة.
- 1778 - كارولوس لينيوس، عالم سويدي في علم النبات.
- 1862 - صمويل كولت، مخترع أمريكي.
- 1951 - سنكلير لويس، أديب أمريكي حاصل على جائزة نوبل في الأدب عام 1930.
- 1957 - غبريالا ميسترال، دبلوماسية وشاعرة تشيلية حاصلة على جائزة نوبل في الأدب عام 1945.
- 1973 - محمود الهمشري، سياسي ودبلوماسي فلسطيني، تُوفي في باريس إثر جراح أصابته بعدما حاول الموساد الإسرائيلي اغتياله في باريس.
- 1984 - بيتي جرين، إعلامي وممثل أمريكي.
- 1986 - ياروسلاف سيفرت، أديب وشاعر تشيكي حاصل على جائزة نوبل في الأدب عام 1984.
- 1987 - مؤيد إبراهيم الإيراني، شاعر ومترجم فلسطيني.
- 1997 - ألكسندر تود، عالم كيمياء اسكتلندي حاصل على جائزة نوبل في الكيمياء عام 1957.
- 2008 - عباس الترجمان، شاعر ومترجم وأستاذ جامعي عراقي - إيراني.
- 2009 - محمود أمين العالم، مفكر مصري.
- 2011 - بورا كوستيتش، لاعب كرة قدم صربي.
- 2016 - ديڤيد بوي، مغني روك بريطاني.
- 2020 - قابوس بن سعيد، السلطان التاسع لسلطنة عُمان.
- 2021 - هادي الجيار، ممثل مصري.
- 2022 -
  - خان جمال، عازف جاز أمريكي.
  - هالة هرتصوغ، زوجة الرئيس الإسرائيلي حاييم هرتصوغ.
  - شاندراشهير باتيل، شاعر هندي.

## أعياد ومناسبات
- عيد الشرطة في اليابان.

## وصلات خارجية
- وكالة الأنباء القطريَّة: حدث في مثل هذا اليوم.
- النيويورك تايمز: حدث في مثل هذا اليوم.
- BBC: حدث في مثل هذا اليوم.